# Torre del Palacio de los Condes de Cirat

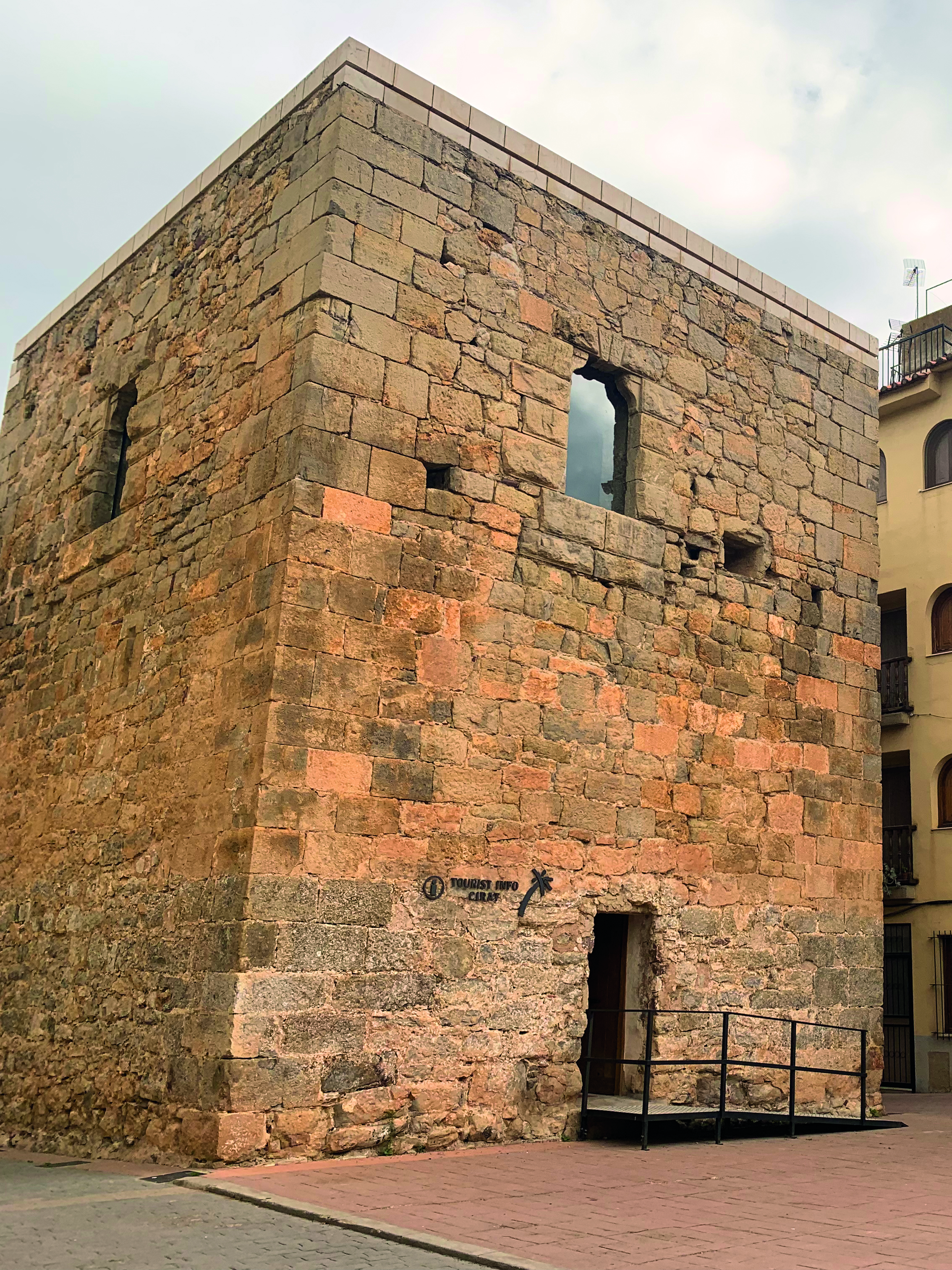
Torre del conde de Cirat

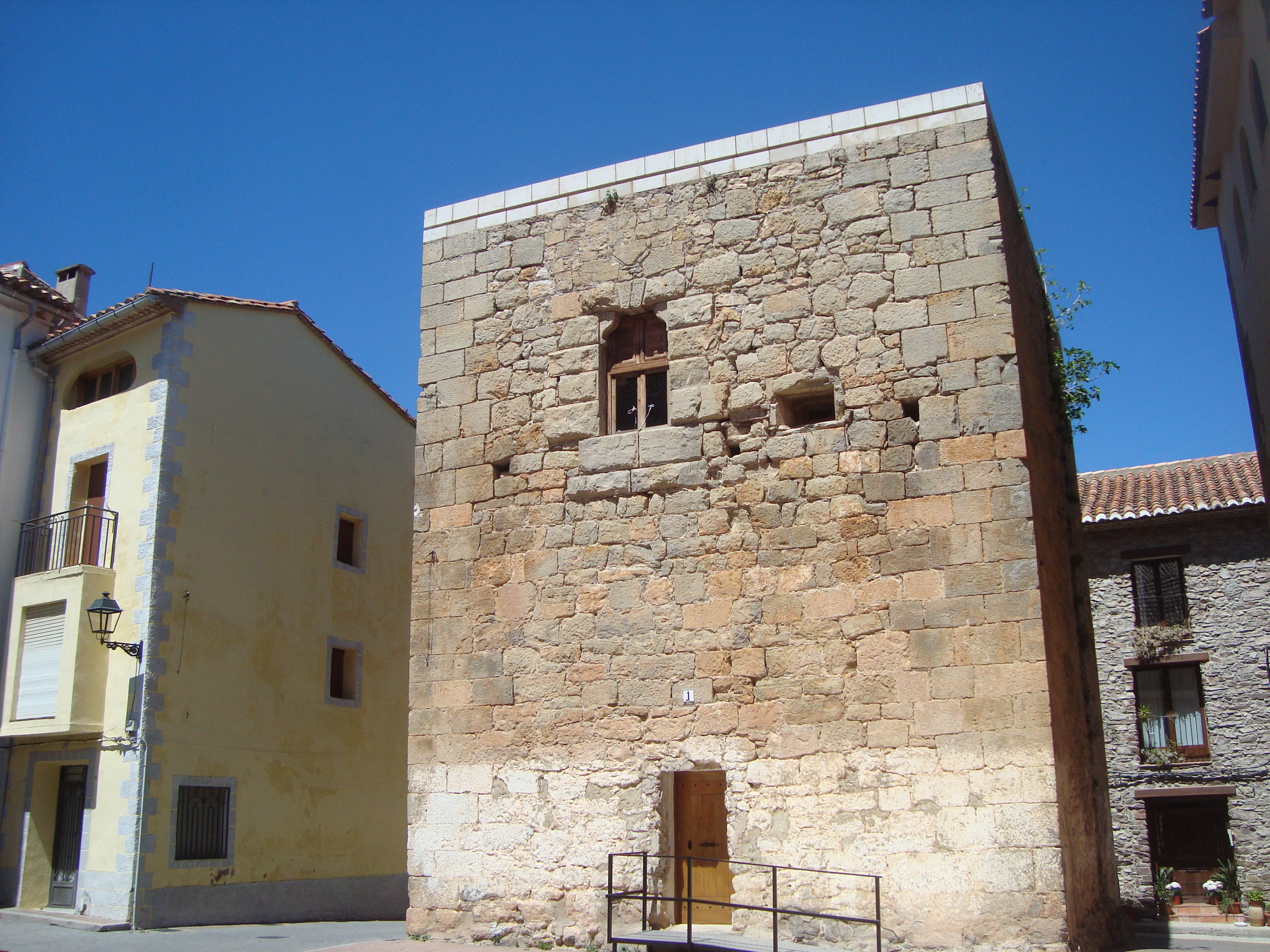
Torre del Palacio de los Condes de Cirat, o Torre del Conde

La Torre del Conde de Cirat, en la comarca del Alto Mijares, en la provincia de Castellón (Comunidad Valenciana, España), es una torre de defensa, que formaba parte del conjunto del Palacio de los Condes de Cirat, ubicado en el centro de la población mencionada, en la llamada plaza Mayor. Esta torre, de origen medieval, está catalogada, por declaración genérica, como Bien de Interés Cultural,
presentando anotación ministerial RI-51-0011043 del 8 de mayo de 2003.

## Historia
Cirat es un municipio posiblemente de origen musulmán, que  perteneció al rey moro de Valencia Zayd Abu Zayd, mientras mantuvo el territorio en su poder. Los territorios del municipio fueron donados por el monarca musulmán al obispo de Segorbe, pero la donación quedó sin efecto, ya que el día  17 de febrero de 1247 se da lugar a la donación  al arzobispo de Tarragona.
La zona era de población  morisca hasta la expulsión de ésta  en 1609.
En 1628 el rey  Felipe IV creó el condado de Cirat, el cual estaba formado por el municipio de Cirat y las aldeas de El Tormo y Pandiel, que pasó a manos  de Bernat de Vilarig Carroz y Pardo de la Casta.
Debido a su situación estratégica, tuvo cierta relevancia durante las guerras carlistas.

## Descripción
La torre, fechada en los siglos XII y XIII, es de planta rectangular, con un escalón inclinado de 1,22 metros en la base. Tiene dos alturas. La planta baja es una sala cuadrangular cercada. Originariamente no estaba conectada con el primer piso, razón por la cual hay autores que consideran que posiblemente realizara la función de aljibe, dado que hay una apertura ciega en el forjado superior. La planta superior sería la sala noble. Hay una abertura ciega, que correspondería a la antigua entrada a la torre desde el palacio por medio de un puente levadizo. En la pared oeste de la sala noble hay una chimenea que conserva las jambas y el dintel. Hay dos estancias, de iguales dimensiones, una de ellas presenta a unas jambas y el escudo de los Vilarig en el dintel.
Por la parte exterior presenta sillares y marcas de los canteros. En las claves de las ventanas también hay inscripciones. En otra inscripción está escrito: "Nec metu, nec spe. Summa posteris felicitate".
La aparición de varias facturas constructivas denota que el edificio se ha ido transformando con el paso del tiempo. Fue utilizado como prisión.
En el año 2001 se llevaron a cabo obras de acondicionamiento de la torre. En 2019 se terminó la rehabilitación de la parte alta de la torre y se abrió al público, impulsado por la Asociación Cultural las Salinas de Cirat.